# 카호올라웨섬
카호올라웨섬(하와이어: Kahoʻolawe)은 하와이 제도를 구성하는 8개의 화산섬 가운데 하나로 면적은 115.5km2, 높이는 452m이다. 하와이 제도에서 가장 작은 화산섬이자 무인도이며 길이는 18km, 너비는 10km이다.
마우이섬에서 남서쪽으로 약 11km 정도 떨어진 곳에 위치하며 라나이섬의 남동쪽에 위치한다. 고도가 낮고 북동쪽에서 불어오는 무역풍을 통해 산악 지대에서 내리는 비를 형성하지 못하기 때문에 건조한 기후를 띤다. 마우이섬 화산의 비그늘에 속해 있기 때문에 섬 전체 면적의 1/4 이상이 부식되어 있다.

## 역사
1000년경부터 사람이 거주했으며 해안 지대에는 소규모 임시 어촌이 형성되었다. 섬 안에는 주민들이 돌로 만든 제단에서 종교 의식을 거행한 흔적들, 주민들이 암석이나 평평한 돌에 그림을 그린 흔적들이 남아 있다. 1778년부터 1800년대까지 이 지역을 지나 항해하던 사람들의 보고에 따르면 카호올라웨섬은 무인도였고 나무도 물도 없는 불모지였다고 한다.
1830년대에는 하와이 왕국의 카메하메하 3세 국왕에 의해 남자 죄수들의 유형지로 사용되었지만 1853년에 폐지되었다. 1858년에는 하와이 정부가 목장 사업가들에게 카호올라웨섬을 양도했지만 가뭄과 과도한 방목으로 인해 땅이 말라갔다. 또한 강한 무역풍으로 인해 표토의 대부분이 날아가면서 붉은 경반층만 남게 되었다.
1910년부터 1918년까지 하와이 준주가 섬의 원래 모습을 복원하기 위해 이 섬을 천연보호구역으로 지정했지만 큰 성과를 거두지 못했다. 1918년에는 와이오밍주 출신의 목장주였던 앵거스 맥피(Angus MacPhee)가 마우이섬의 지주였던 해리 볼드윈(Harry Baldwin)의 도움을 받아 21년 동안 섬을 대여받았다.
1941년 12월 7일에 일어난 일본 제국 해군의 진주만 공격을 계기로 카호올라웨섬은 태평양 전쟁에 참전한 미국 병사들의 훈련소로 사용되었다. 1981년 3월 18일에는 미국 국립사적지에 등재되었다.

## 인구
| 연도                                                                            | 인구 | ±%      |
| ------------------------------------------------------------------------------- | ---- | ------- |
| 1832                                                                            | 80   | —       |
| 1836                                                                            | 80   | +0.0%   |
| 1866                                                                            | 18   | −77.5%  |
| 1910                                                                            | 2    | −88.9%  |
| 1920                                                                            | 3    | +50.0%  |
| 1930                                                                            | 2    | −33.3%  |
| 1940                                                                            | 1    | −50.0%  |
| 1950                                                                            | 0    | −100.0% |
| 1960                                                                            | 0    | 0.00%   |
| 1970                                                                            | 0    | 0.00%   |
| 1980                                                                            | 0    | 0.00%   |
| 1990                                                                            | 0    | 0.00%   |
| 2000                                                                            | 0    | 0.00%   |
| 2010                                                                            | 0    | 0.00%   |
| U.S. Decennial Census; 1832, 1836, & 1866 Hawaiian Censuses 출처: Manoa Library |      |         |

## 기후
| Kahoʻolawe의 기후        | Kahoʻolawe의 기후 | Kahoʻolawe의 기후 | Kahoʻolawe의 기후 | Kahoʻolawe의 기후 | Kahoʻolawe의 기후 | Kahoʻolawe의 기후 | Kahoʻolawe의 기후 | Kahoʻolawe의 기후 | Kahoʻolawe의 기후 | Kahoʻolawe의 기후 | Kahoʻolawe의 기후 | Kahoʻolawe의 기후 | Kahoʻolawe의 기후 |
| 월                       | 1월               | 2월               | 3월               | 4월               | 5월               | 6월               | 7월               | 8월               | 9월               | 10월              | 11월              | 12월              | 연간              |
| ------------------------ | ----------------- | ----------------- | ----------------- | ----------------- | ----------------- | ----------------- | ----------------- | ----------------- | ----------------- | ----------------- | ----------------- | ----------------- | ----------------- |
| 역대 최고 기온 °F (°C)   | 89 (32)           | 92 (33)           | 90 (32)           | 89 (32)           | 90 (32)           | 91 (33)           | 91 (33)           | 92 (33)           | 91 (33)           | 93 (34)           | 93 (34)           | 91 (33)           | 93 (34)           |
| 월평균 최고 기온 °F (°C) | 78.2 (25.7)       | 77.9 (25.5)       | 78.1 (25.6)       | 77.4 (25.2)       | 79.3 (26.3)       | 78.5 (25.8)       | 80.5 (26.9)       | 80.9 (27.2)       | 81.6 (27.6)       | 81.4 (27.4)       | 79.6 (26.4)       | 78.9 (26.1)       | 82.8 (28.2)       |
| 일평균 최고 기온 °F (°C) | 73.8 (23.2)       | 73.6 (23.1)       | 73.7 (23.2)       | 74.3 (23.5)       | 75.9 (24.4)       | 75.9 (24.4)       | 77.6 (25.3)       | 77.6 (25.3)       | 77.8 (25.4)       | 77.5 (25.3)       | 75.8 (24.3)       | 74.4 (23.6)       | 75.7 (24.3)       |
| 일평균 최저 기온 °F (°C) | 64.9 (18.3)       | 64.8 (18.2)       | 65.2 (18.4)       | 65.8 (18.8)       | 66.5 (19.2)       | 67.5 (19.7)       | 69.2 (20.7)       | 69.0 (20.6)       | 69.0 (20.6)       | 68.7 (20.4)       | 67.6 (19.8)       | 66.3 (19.1)       | 67.0 (19.4)       |
| 월평균 최저 기온 °F (°C) | 61.6 (16.4)       | 59.9 (15.5)       | 60.4 (15.8)       | 61.8 (16.6)       | 63.4 (17.4)       | 65.3 (18.5)       | 66.7 (19.3)       | 67.0 (19.4)       | 66.8 (19.3)       | 66.5 (19.2)       | 64.1 (17.8)       | 62.7 (17.1)       | 59.1 (15.1)       |
| 역대 최저 기온 °F (°C)   | 59 (15)           | 58 (14)           | 56 (13)           | 60 (16)           | 60 (16)           | 64 (18)           | 65 (18)           | 65 (18)           | 64 (18)           | 65 (18)           | 62 (17)           | 60 (16)           | 56 (13)           |
| 평균 강수량 인치 (mm)    | 2.44 (62)         | 1.19 (30)         | 1.31 (33)         | 0.90 (23)         | 0.94 (24)         | 0.67 (17)         | 1.05 (27)         | 0.76 (19)         | 1.09 (28)         | 1.58 (40)         | 1.90 (48)         | 2.00 (51)         | 15.82 (402)       |
| 출처 1:                  |                   |                   |                   |                   |                   |                   |                   |                   |                   |                   |                   |                   |                   |
| 출처 2:                  |                   |                   |                   |                   |                   |                   |                   |                   |                   |                   |                   |                   |                   |

## 같이 보기
- 비에케스섬